# Бен, Эмма Таллула
Эмма Таллула Бен (англ. Emma Tallulah Behn; род. 29 сентября 2008, Ломмедален, Берум) — норвежская аристократка, младшая дочь принцессы Марты Луизы и писателя Ари Бена. На данный момент занимает 7-е место в линии наследования норвежского престола.

## Биография
13 марта 2008 года Королевский дворец Норвегии официально объявил о третьей беременности принцессы Марты Луизы.
Эмма родилась 29 сентября 2008 года в 12:53 в семейном доме в Ломмедалене. Её вес составлял 3 килограмма 700 грамм, а рост 53 см. У неё есть две старшие сестры: Мод Ангелика (род. 2003) и Леа Айседора (род. 2005). Она была названа в честь американской актрисы Таллулы Бэнкхед. Как и её старшие сестры, Эмма не носит титул принцессы.
Её крестили 20 января 2009 года в часовне Королевского дворца в Осло. Крёстными родителями Эммы являются: её бабушка по отцовской линии Марианна Сольберг Бен; её тетя по материнской линии принцесса Метте-Марит; Принцесса Греции Алексия, Кристиан Уднесс, Карл Кристиан Кристенсен, Анбьёрг Сетре Хотун и Зигварт Дагсланд.
Эмма редко выходит в свет и не исполняет официальные королевские обязанности. Впервые появилась на публике в январе 2011 года на похоронах своей прабабушки Анны-Марии Сольберг. В период с 2012 по 2015 год она жила со своей семьёй в Лондоне. Её родители развелись в 2016 году, а 25 декабря 2019 года её отец совершил самоубийство.

## Спорт
Эмма увлекается верховой ездой и участвует в соревнованиях. В августе 2021 года она заняла третье место на турнире, который проходил в Нью-Мексико. Два месяца спустя она получила золотую медаль на других соревнованиях.